# Metopius latibalteatus
Metopius latibalteatus är en stekelart som beskrevs av Cameron 1906. Metopius latibalteatus ingår i släktet Metopius och familjen brokparasitsteklar. Inga underarter finns listade i Catalogue of Life.